# Save Europe Now
„Save Europe Now“ war eine vom jüdisch-britischen Verleger und Friedensaktivisten Victor Gollancz 1945 begründete dreijährige Kampagne. Ihr Ziel war es, die britische Öffentlichkeit auf die Hungerkrise auf dem europäischen Kontinent und besonders in der britischen Besatzungszone in Deutschland aufmerksam zu machen und die britische Regierung dazu zu bringen, für Abhilfe zu sorgen.

## Gründung
Unter dem Eindruck der Berichte in der britischen Presse über die sich verschlechternden Zustände in der britischen Besatzungszone nach den Vertreibungen der deutschen Bewohner in Osteuropa begann Gollancz sich bereits unmittelbar nach dem Zweiten Weltkrieg leidenschaftlich und unermüdlich in Büchern, Zeitschriftenartikeln, Leserbriefen und Gesprächen mit den politisch Verantwortlichen für die leidende deutsche Bevölkerung einzusetzen.
Ende 1945 rief Gollancz mit anderen Aktivisten die „Save-Europe-Now“-Kampagne ins Leben, die die Briten erfolgreich aufrief, freiwillig und gegen den Willen der Regierung einen Teil ihrer streng rationierten Lebensmittel an Hungernde auf dem europäischen Festland abzugeben. Die Berichte der Organisation zeigten später, dass die bis 1948 versandten 35.000 Päckchen mehrheitlich in die britische Besatzungszone gingen, wo sie vom Evangelischen Hilfswerk, der Caritas, der Arbeiterwohlfahrt und dem Deutschen und Schwedischem Roten Kreuz verteilt wurden.

## Reise nach Deutschland
Im Oktober und November 1946 reiste Gollancz für sechs Wochen nach Deutschland. Zwei Monate später erschien sein Reisebericht „The darkest Germany“, in dem er u. a. die britischen Demontagen deutscher Fabrikanlagen aufs Schärfste als Irrsinn (lunacy) kritisierte. Das Buch erregte gerade auch durch die schockierenden 144 Fotos, meist Nahaufnahmen von unterernährten Kindern und Krankenhauspatienten mit Hungerödemen, große Aufmerksamkeit in Großbritannien, erlebte dort mehrere Auflagen und erschien auch in den USA.

## Kritik
Gollancz‘ Positionen zur Deutschlandfrage und die „Save Europe Now“ Kampagne waren nicht unumstritten. Leitartikel und Leserbriefe in lokalen und nationalen Zeitungen machten deutlich, dass viele Briten kein Verständnis für Lebensmittelpakete nach Deutschland und Mitleid mit den Deutschen hatten, denn sie hätten es nicht anders verdient: „If we have aid to spare, let it go to those countries whose people were sent to Germany’s extermination camps. Not to the relatives of the men - and women - who staffed them.“ (‚Kindness to Germany’, Sunday Dispatch, 23. September 1945) Andere waren der Meinung, dass die eigentlich wirkungslose Kampagne („a drop in the ocean“) nur dazu diente, das schlechte Gewissen einer kleinen Minderheit zu beruhigen.

## Verdienst
Gollancz‘ Verdienst ist es weniger, dass er britische Familien dazu brachte, Lebensmittel nach Deutschland zu schicken, als dass in Großbritannien der Hunger und die Vertreibungen der Deutschen als moralisches und humanitäres Problem angesehen wurden. Er hatte immer wieder betont, dass dieses Problem nicht einfach durch das Argument weggewischt werden konnte, dass das Volk, das Auschwitz zu verantworten hätte, nichts Besseres verdient hätte. Im Gegensatz dazu rückten Gollancz und seine Mitstreiter die jüdisch-christlichen Werte der Gnade und Barmherzigkeit in den Fokus, die auch für die Besiegten zu gelten hatten.